# Marco Festa
Marco Festa (Montichiari, 6 giugno 1992) è un calciatore italiano, portiere del Mantova.

## Caratteristiche tecniche
È un portiere molto reattivo e abile tecnicamente, bravo tra i pali.

## Carriera
Cresciuto nel Montichiari, disputa le prime stagioni in carriera nella quarta serie italiana con la maglia della Castellana, con cui si mette in mostra arrivando a ottenere la convocazione con la Rappresentativa di Serie D al Torneo di Viareggio. Nel 2011 si trasferisce al Mantova; dopo una stagione e mezza di alti e bassi, segnata da un grave errore che costringe i Virgiliani a ottenere la salvezza tramite i play-out, il 31 gennaio 2013 passa in prestito al Portogruaro, con cui colleziona una sola presenza. Rientrato al Mantova, si impone come titolare nel ruolo; l'11 luglio 2015 viene ceduto al Crotone, fortemente voluto dall'allenatore Ivan Jurić, con cui firma un triennale.
Designato come vice di Alex Cordaz, dopo aver ottenuto la prima storica promozione in Serie A con il club rossoblù, esordisce nella massima serie il 28 agosto 2016, nella partita persa per 1-3 contro il Genoa, fornendo un'ottima prestazione nonostante la sconfitta. Dopo aver rinnovato più volte il contratto con gli squali, rimane con il club calabrese per ben sette anni, prima di trasferirsi nel 2022 al Pordenone, con cui firma un biennale.
Rimasto svincolato dopo la mancata iscrizione dei neroverdi, l'11 luglio 2023 viene tesserato dal Mantova, facendo così ritorno nel club biancorosso dopo otto anni. Subito schierato come titolare, nel corso della stagione arriva a superare le 100 presenze con i virgiliani, conquistando la promozione in Serie B.

## Statistiche

### Presenze e reti nei club
Statistiche aggiornate al 13 maggio 2025.
| Stagione        | Squadra         | Campionato      | Campionato | Campionato | Coppe nazionali | Coppe nazionali | Coppe nazionali | Coppe continentali | Coppe continentali | Coppe continentali | Altre coppe | Altre coppe | Altre coppe | Totale | Totale |
| Stagione        | Squadra         | Comp            | Pres       | Reti       | Comp            | Pres            | Reti            | Comp               | Pres               | Reti               | Comp        | Pres        | Reti        | Pres   | Reti   |
| --------------- | --------------- | --------------- | ---------- | ---------- | --------------- | --------------- | --------------- | ------------------ | ------------------ | ------------------ | ----------- | ----------- | ----------- | ------ | ------ |
| 2011-2012       | Mantova         | 2D              | 14         | -18        | CI-LP           | 0               | 0               | -                  | -                  | -                  | -           | -           | -           | 14     | -18    |
| 2012-gen. 2013  | Mantova         | 2D              | 17         | -28        | CI-LP           | 2               | -1              | -                  | -                  | -                  | -           | -           | -           | 19     | -29    |
| gen.-giu. 2013  | Portogruaro     | 1D              | 1          | -2         | CI+CI-LP        | -               | -               | -                  | -                  | -                  | -           | -           | -           | 1      | -2     |
| 2013-2014       | Mantova         | 2D              | 31         | -36        | CI-LP           | 1               | -1              | -                  | -                  | -                  | -           | -           | -           | 32     | -37    |
| 2014-2015       | Mantova         | LP              | 29         | -25        | CI-LP           | 1               | -1              | -                  | -                  | -                  | -           | -           | -           | 30     | -26    |
| 2015-2016       | Crotone         | B               | 0          | 0          | CI              | 0               | 0               | -                  | -                  | -                  | -           | -           | -           | 0      | 0      |
| 2016-2017       | Crotone         | A               | 3          | -4         | CI              | 0               | 0               | -                  | -                  | -                  | -           | -           | -           | 3      | -4     |
| 2017-2018       | Crotone         | A               | 0          | 0          | CI              | 1               | -1              | -                  | -                  | -                  | -           | -           | -           | 1      | -1     |
| 2018-2019       | Crotone         | B               | 4          | -9         | CI              | 1               | 0               | -                  | -                  | -                  | -           | -           | -           | 5      | -9     |
| 2019-2020       | Crotone         | B               | 2          | -2         | CI              | 0               | 0               | -                  | -                  | -                  | -           | -           | -           | 2      | -2     |
| 2020-2021       | Crotone         | A               | 1          | -1         | CI              | 1               | -1              | -                  | -                  | -                  | -           | -           | -           | 2      | -2     |
| 2021-2022       | Crotone         | B               | 26         | -40        | CI              | 1               | -2              | -                  | -                  | -                  | -           | -           | -           | 27     | -42    |
| Totale Crotone  | Totale Crotone  | Totale Crotone  | 36         | -56        |                 | 4               | -4              |                    | -                  | -                  |             | -           | -           | 40     | -60    |
| 2022-2023       | Pordenone       | C               | 33+2       | -31 + -3   | CI-C            | 0               | 0               | -                  | -                  | -                  | -           | -           | -           | 35     | -34    |
| 2023-2024       | Mantova         | C               | 35         | -24        | CI-C            | 0               | 0               | -                  | -                  | -                  | SC          | 2           | -3          | 37     | -27    |
| 2024-2025       | Mantova         | B               | 38         | -56        | CI              | 2               | -3              | -                  | -                  | -                  | -           | -           | -           | 50     | -59    |
| Totale Mantova  | Totale Mantova  | Totale Mantova  | 164        | -187       |                 | 6               | -6              |                    | -                  | -                  |             | 2           | -3          | 172    | -196   |
| Totale carriera | Totale carriera | Totale carriera | 234+2      | -276 + -3  |                 | 10              | -10             |                    | -                  | -                  |             | 2           | -3          | 248    | -292   |

## Palmarès

### Club

#### Competizioni nazionali
- Serie C: 1

Mantova: 2023-2024 (girone A)